# 傳說中的不列顛君主列表
在十二世紀的天主教神職人員蒙茅斯的杰弗里所著的《不列顛諸王史》（Historia Regum Britanniae）中，記載了許多傳說中的布立吞人君主。傳說中的第一個不列顛統治者是特洛伊的布魯圖斯（Brutus of Troy），根據《不列顛人的歷史》他是特洛伊英雄埃涅阿斯的孫子。
以下是《不列顛諸王史》中記載的傳說中的不列顛君主：

## 列表
- 特洛伊的布魯圖斯（Brutus of Troy）
- 關德琳女王（英语：Queen Gwendolen）
- 馬丹（Maddan）
- 孟普里修斯（Mempricius）
- 埃布勞庫斯（Ebraucus）
- 綠盾布魯圖斯（Brutus Greenshield）
- 布拉杜德（Bladud）
- 李爾（Leir）
- 柯底麗婭女王（英语：Cordelia of Britain）
- 庫尼達基烏斯（Cunedagius）
- 里瓦羅（Rivallo）
- 格古斯提烏斯（Gurgustius）
- 西西琉斯一世（Sisillius I）
- 戈波杜克（Gorboduc）
- 波瑞克斯一世（Porrex I）
- 貝利努斯（Belinus）
- 瑪西婭女王（Queen Marcia）
- 貝里大帝（Beli Mawr）
- 勒德王（King Lud）
- 卡西維拉努斯（Cassivellaunus）
- 庫諾貝林（英语：Cunobeline）
- 卡勞修斯（Carausius）
- 阿勒克圖斯（Allectus）
- 尤利烏斯·阿斯克勒皮奧多圖斯（英语：Julius Asclepiodotus）
- 科爾王（英语：Coel Hen）
- 沃蒂根（Vortigern）
- 沃蒂默（Vortimer）
- 安布羅休斯·奧理安（Ambrosius Aurelianus）
- 尤瑟王（Uther Pendragon）
- 亞瑟王（King Arthur）
- 君士坦丁三世（英语：Constantine (Briton)）
- 沃蒂波琉斯（Vortiporius）
- 邁爾貢·圭內斯（英语：Maelgwn Gwynedd）
- 卡德瓦隆·阿頗·卡德凡（英语：Cadwallon ap Cadfan）
- 卡德瓦拉德（英语：Cadwaladr）